# Christin Mundell
Pour les articles homonymes, voir Mundell.
Christin Mundell, née le 30 septembre 2001, est une nageuse sud-africaine.

## Carrière
Christin Mundell obtient sept médailles aux Jeux africains de 2019 à Casablanca, avec une médaille d'or sur 4 × 200 mètres nage libre, cinq médailles d'argent sur 200 et 400 mètres nage libre et sur 50, 100 et 200 mètres brasse, ainsi qu'une médaille de bronze sur 200 mètres quatre nages.
Elle remporte aux Championnats d'Afrique de natation 2021 à Accra la médaille d'or sur 400 mètres nage libre, sur 50 mètres brasse et sur 4 × 200 mètres nage libre, et la médaille d'argent sur 200 mètres nage libre, sur 100 mètres brasse et sur 400 mètres quatre nages.